# Vibhajyavāda
Vibhajyavāda è la scuola Sthaviravāda del Buddismo dei Nikāya che ha dato origine all'attuale scuola cingalese Theravāda. Nacque dalla scissione con la scuola Sarvāstivāda avvenuta intorno al III secolo a.C. probabilmente intorno al III Concilio buddista (vedi Concili buddisti). Per le sue dottrine vedi Buddismo Theravāda.
Gli autori Bhavya e Vinītadeva descrivono questa scuola come un ramo di quella Sarvāstivāda, mentre il commentario cinese Vijñaptimātratā-siddhi li identifica con i prajñaptivādin.
Le dottrine dei vibhajyavādin sono molto simili a quelle dei sarvāstivādin, dei mahāsāṃghika, dei sammitīya e di altri ancora. Dalla tradizione singalese si apprende che la scuola pāli dei Theravādin si facevano chiamare vibhajyavādin. N. Dutt rileva a tal riguardo la possibilità che i vibhajyavādin non costituissero un'autentica scuola indipendente dalle altre, ma che con tale termine fossero indicati quelli che non aderivano in toto alle dottrine di una particolare scuola cui erano altrimenti strettamente correlati. Si può infatti apprendere come i sarvāstivādin che non accettavano in toto la tesi del sarvam asti e che invece ritenevano che il passato e il futuro non esistessero fossero chiamati con il termine di vibhajyavādin, o sarvāstivāda-vibhajyavādin. Se ne potrebbe trarre per analogia che i cosiddetti theravāda-vibhajyavādin non fossero altro che dei gruppi dissenzienti dei theravādin. I monaci del Mahāvihāra preferivano essere chiamati vibhajyavādin, come si trova espressamente scritto nell'indice in versi del capitolo III del Cullavagga e nel colofon del commentario sul Tikapaṭṭhāna e anche in Dīpavaṃsa XVIII, 41, 44.
Le cronache singalesi e il commentario di Buddhaghosa indicano i vibhajyavādin come monaci ortodossi. N. Dutt osserva che prima che il termine Vibhajyavāda indicasse una scuola era usato per denotare quelli che trattavano i problemi metafisici analiticamente partendo da un preciso punto di vista, distinti in ciò da quanti li risolvevano d'un colpo dandogli una risposta diretta.